# Walter B. Barrows

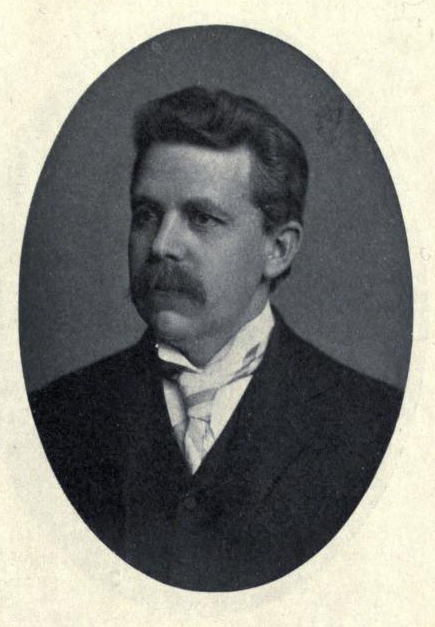
Portret uit omstreeks 1903

Walter Bradford Barrows (10 januari 1855 - 26 februari 1923) was een Amerikaanse ornitholoog die boeken schreef over vogels en publiceerde in wetenschappelijke tijdschriften.

## Biografie
Barrows behaalde in 1876 aan het Massachusetts Institute of Technology de graad van Bachelor of Science. Daarna kreeg hij een betrekking als docent (science instructor) in Argentinië en de Verenigde Staten aan verschillende onderwijsinstellingen en in 1882 aan de Wesleyan Universiteit in Middeltown in de staat Connecticut. In 1894 werd hij hoogleraar in de zoölogie aan Michigan State University.
Barrows verrichtte veel veldstudies in Zuid-Amerika. In 1884 verscheen een uitgebreide studie over de vogels in Uruguay in het blad van de Nuttall Ornithological Club en het tijdschrift The Auk. In 1886 kreeg hij een betrekking als ornitholoog bij het ministerie van Landbouw. Hij schreef onder andere een uitgebreide studie naar het effect van de uit Europa geïntroduceerde huismus (Passer domesticus) op de landbouw in Amerika. Dit boek werd tot in 2017 nog herdrukt.

## Lijst van publicaties (selectie)
- Walter Bradford Barrows, 1884-1886. The Birds of the Lower Uruguay. Bulletin of the Nuttall Ornithological Club and The Auk.
- Walter Bradford Barrows, 1912. Michigan bird life: a list of all the bird species known to occur in the State together with an outline of their classification and an account of the life history of each species, with special reference to its relation to agriculture
- Walter Bradford Barrows, 1889. The English sparrow (Passer domesticus) in North America : especially in its relations to agriculture
- Walter Bradford Barrows, 1925. The common crow of the United States
- Walter Bradford Barrows, 1921 - 1958. Common Michigan birds

- Gemeinsame Normdatei: 116059885
- International Standard Name Identifier: 0000 0000 8573 0758
- Library of Congress Control Number: no2021005229
- Nederlandse Thesaurus van Auteursnamen: 240203399
- Réseau des bibliothèques de Suisse occidentale: 02-A002972036
- Système universitaire de documentation: 244139598
- Virtual International Authority File: 123915032